# Ремъкозъб кит
Ремъкозъбият кит (Mesoplodon layardii) е вид бозайник от семейство Клюномуцунести китове (Ziphiidae).

## Разпространение и местообитание
Разпространен е в Австралия, Аржентина, Бразилия, Нова Зеландия, Уругвай, Фолкландски острови, Френски южни и антарктически територии, Хърд и Макдоналд, Чили и Южна Африка.